# Aline Basset
Aline Basset (auch Alina) († 1274) war eine englische Adlige.
Nach den Angaben des Chronisten Matthew Paris entstammte Aline der Familie Basset aus High Wycombe in Buckinghamshire. Der spätere Justiciar Philip Basset soll ein Onkel von ihr gewesen sein. Sie heiratete zwischen 1230 und 1235 den Beamten Henry of Bath, der enge Kontakte zur Familie Basset hatte. Er stieg zum obersten Richter Englands auf und konnte einen beträchtlichen Landbesitz aufbauen. 1251 fiel er in Ungnade, doch Fulk und Philip Basset setzten sich mit Unterstützung durch Richard von Cornwall, dem Bruder des Königs, erfolgreich für ihn ein. 1253 wurde er wieder zum Richter ernannt. Aline hatte mit ihm mindestens zwei Kinder, darunter den Sohn John of Bath. Sie war am Königshof offenbar hochgeachtet, denn nach dem Tod ihres Mannes im November 1260 durfte sie Nicholas of Yattendon, einen Ritter aus Berkshire heiraten. Yattendon stand im Dienst des Thronfolgers Lord Eduard und wurde schließlich zum Constable von Windsor Castle ernannt. Alines Haupttestamentsvollstreckerin war Königin Eleonore. Der Chronist Matthew Paris beurteilte sie noch schlechter als ihren Mann Henry of Bath.